# Tam Scobbie
Thomas Scobbie, aussi appelé Tam Scobbie, est un footballeur écossais, né le 31 mars 1988 à Falkirk en Écosse. Il évolue au poste de latéral gauche avant de devenir entraîneur.

## Biographie
Thomas Scobbie joue en équipe d'Écosse des moins de 19 ans puis en équipe d'Écosse espoirs.
Le 25 mai 2012, il rejoint le club de St Johnstone, après huit saisons passées avec le Falkirk FC.
Il dispute au cours de sa carrière, 11 matchs en Ligue Europa.

## Palmarès
- Falkirk
  - Finaliste de la Coupe d'Écosse en 2009

- St Johnstone FC
  - Vainqueur de la Coupe d'Écosse en 2014